# 90 Minutes au paradis
Pour plus de détails, voir Fiche technique et Distribution.
90 Minutes au paradis (90 Minutes in Heaven) est un film américain chrétien  écrit et réalisé par Michael Polish, sorti en 2015. Il s'agit d’un fait divers inspiré du roman homonyme de Don Piper et Cecil Murphey.

## Synopsis
Après un accident de voiture, le pasteur baptiste Don Piper est déclaré mort sur les lieux et couvert d'une bâche. Quatre-vingt dix minutes plus tard, il revient à la vie et prétend avoir vu le Paradis, ainsi que ses proches décédés,.

## Fiche technique
- Titre français : 90 Minutes au paradis
- Titre original : 90 Minutes in Heaven
- Réalisation et scénario : Michael Polish, d'après le roman homonyme de Don Piper et Cecil Murphey
- Photographie : M. David Mullen
- Montage : Cary Gries
- Musique : Michael W. Smith et Tyler Smith
- Producteurs : Randall Emmett, George Furla, Rick Jackson, Dawn Parouse, Harrison Powell et Timothy C. Sullivan
- Sociétés de production : Samuel Goldwyn Films, Giving Films et Emmett/Furla Oasis Films
- Société de distribution : Samuel Goldwyn Films
- Pays de production :  États-Unis
- Langue originale : anglais
- Format : couleur, 2.35:1
- Genre : drame, chrétien
- Durée : 121 minutes
- Dates de sortie :
  - États-Unis : 11 septembre 2015
  - France: 15 novembre 2016 (en VàD)

## Distribution
- Hayden Christensen (VFB : Philippe Allard) : Don Piper
- Kate Bosworth (VFB : Audrey d'Hulstère) : Eva Piper
- Dwight Yoakam (VFB : Karim Barras) : Lawyer Beaumont
- Fred Thompson (VFB : Jean-Michel Vovk) : Jay B. Perkins
- Michael W. Smith  : Cliff McArdle
- Michael Harding (VFB : Bruno Georis) : Dick Onarecker
- Rhoda Griffis  : Mary Nell
- Marshall Bell (VFB : Robert Guilmard) : Dr. Greider
- Jason Kennedy (VFB : Antoni Lo Presti) : David Gentiles

Doublage
- Studio : Cinéphase Belgique
- Direction artistique : Aurélien Ringelheim
- Adaptation : Sandra Devonssay
- Mixage : Pascal Jimenez

Source: carton de doublage sur Netflix

### Sortie
90 Minutes au paradis est sorti le 1er décembre 2015 en DVD et Blu-ray.

## Production
C'est le premier film réalisé par la société Giving Films, une compagnie sœur de la chaîne Family Christian Stores.
Depuis sa publication, le roman de Don Piper figure deux fois sur la liste des ouvrages les plus vendus du New York Times, a été cité comme best-seller par USA Todayet est publié à plus de 7 millions d'exemplaires dans 46 langues différentes.
Les producteurs ont choisi de rester aussi fidèle que possible au livre qui a inspiré le film : « Je pense que beaucoup de gens lisent des livres, surtout les histoires vraies, et découvrent que le  film n'est même pas proche de l'histoire. J'ai dit à Don que je m'étais engagé par rapport à lui et que j'avais envie d'être aussi fidèle au livre que possible », rapporte Richard Jackson.
L'actrice Kate Bosworth a affirmé qu'elle « était étonnée de voir combien l'histoire de Don Piper affectait tant de personnes » et qu'elle se sentait « honorée de participer à ce projet ».
Le tournage a eu lieu de janvier à mars 2015 and the shooting finished in March 2015,,. à Atlanta en Géorgie.
À la sortie du film, la société Giving Films avait annoncé que toutes les recettes du film devaient être données à des associations caritatives. Malheureusement, celui-ci n'eut pas le succès escompté au box-office,,.

## Accueil

### Critiques
Le film reçoit bon nombre de critiques négatives. Sur Rotten Tomatoes, le film a obtenu une note moyenne de 4.4/10 . Même constat et critiques négatives sur Metacritic.

### Box-office
Le film a récolté 4,8 millions de dollars au box-office mondial pour un budget de 5 millions de dollars.